# Memgraph
Memgraph je platforma za izradu aplikacija temeljenih na grafovima i analizi tokova podataka u stvarnom vremenu. Zasnovan na graf bazi podataka, Memgraph omogućuje modeliranje podataka u obliku grafa te analizu podataka s naprednim graf algoritmima. Osim što se mogu analizirati statični podaci, Memgraph također podržava analizu tokova podataka te provedbu i implementaciju dinamičkih algoritama.

## Komponente Memgrapha
Memgraphov ekosustav čini nekoliko međusobno poveznih komponenti:
- Core database engine: osnova Memgrapha je graf baza podataka implementirana u jeziku C++.

- MAGE: Memgraph Advanced Graph Extensions ili MAGE je open-source biblioteka algoritama. MAGE služi kao nadogradnja na Memgraph gdje korisnici mogu dodavati svoje implementacije algoritama u jezicima kao što su Python, C++ i Rust. Osim standardnih graf algoritama, pokušavamo ubrzati razvoj strojnog učenja potpomognutog grafovima te dinamičkih graf algoritama koji su prilagođeni za analizu tokova podataka u stvarnom vremenu.

- Memgraph Lab: Memgraph Lab je vizualno sučelje za interakciju s Memgraph bazom. Korisnici mogu izvršavati Cypher upite, vizualizirati grafove, učitavati podatke i pozivati MAGE procedure. Osim što konstantno radimo na unaprjeđenju korisničkog sučelja, planiramo prilagoditi Memgraph Lab za rad s tokovima podataka u stvarnom vremenu. Također planiramo izolirati komponentu za vizualizaciju grafova iz Memgraph Laba te ju ponuditi kao zaseban proizvod.

## Memgraph Ltd.
Startup Memgraph, osnovan 2016. u Londonu, osnovali su hrvatski inženjeri računarstva Dominik Tomičević i Marko Budiselić. Glavni ulagač je Microsoftov fond M12, a osim njega, investicijskoj rundi su se priključili Heavybit Industries, In-Q-Tel, Counterview Capital, ID4 Ventures i Mundi Ventures. Memgraph LTD ima sjedište u Londonu, a Memgraph u Hrvatskoj je podružnica tako da je britanska tvrtka stopostotni vlasnik hrvatske tvrtke.